# Hobby

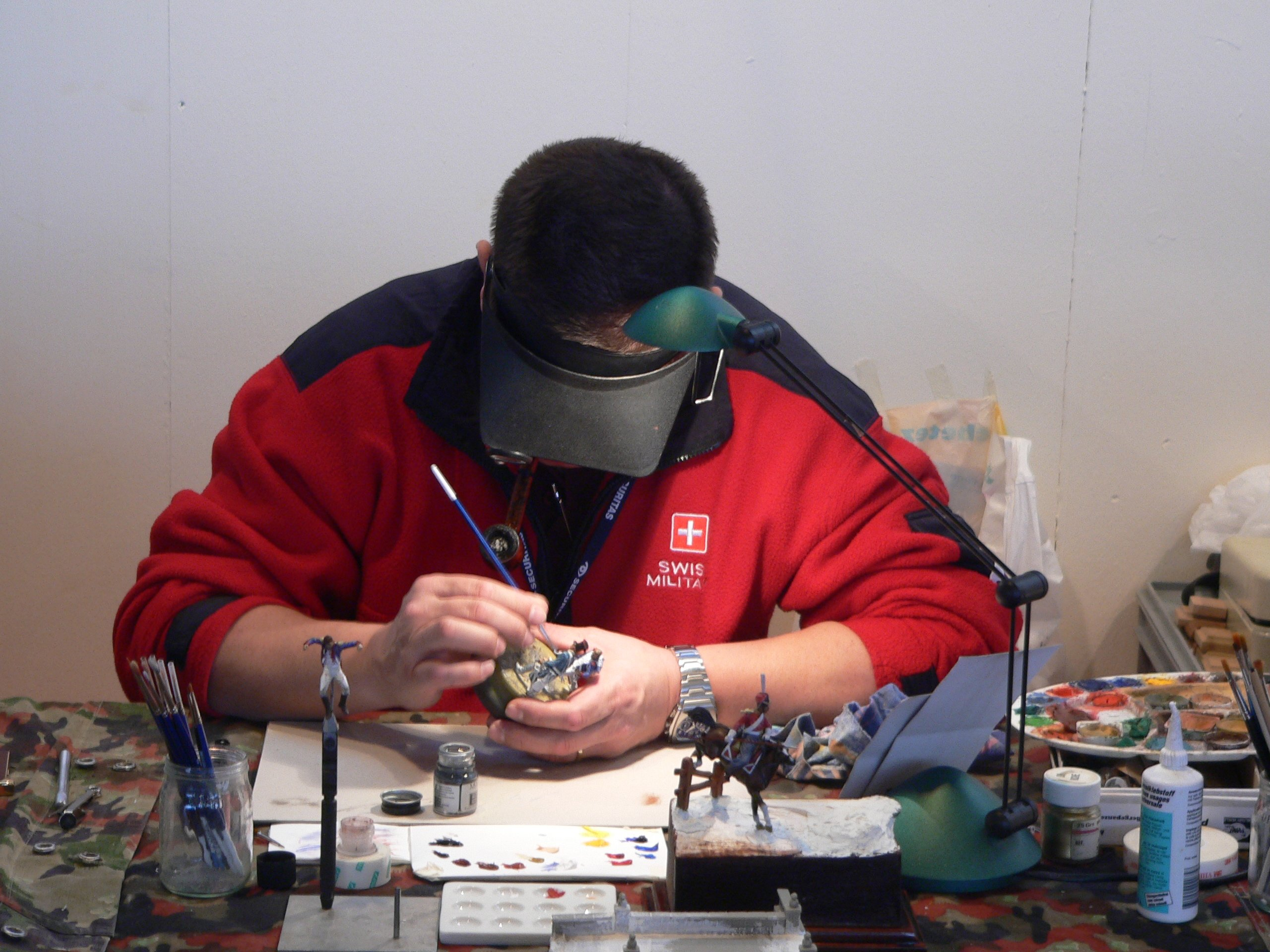
Modelarstwo, przykład hobby

Hobby (pasja, pot. konik) – zamiłowanie do czegoś, czynność wykonywana dla relaksu w czasie wolnym od obowiązków. Może łączyć się ze zdobywaniem wiedzy w danej dziedzinie, doskonaleniem swoich umiejętności w pewnym określonym zakresie albo też nawet z zarobkiem. Głównym celem pozostaje jednak przyjemność płynąca z uprawiania hobby.

## Historia
Przed profesjonalizacją nauki w pierwszej połowie XIX wieku uczeni prowadzący badania często zajmowali się tym hobbystycznie. W Anglii uczonymi byli często przedstawiciele arystokracji ziemskiej, a we Francji pracownicy urzędów i różnych instytucji. Nawet ówcześni wykładowcy na uczelniach wyższych byli formalnie przede wszystkim nauczycielami akademickimi i z tego tytułu wypłacano im wynagrodzenia, natomiast często nie wiązało się z wymogiem prowadzenia badań, które były wówczas sferą właśnie hobbystyczną. Także później hobbyści-amatorzy mieli istotny wkład w niektórych dziedzinach nauki, takich jak np. entomologia, botanika, zoologia, przyczyniając się do ich rozwoju. Wiele dyscyplin naukowych zawdzięcza swoje początki hobbystom, np. polska trichopterologia rozwijana była przez Józefa Dziędzielewicza.

## Hobby w Polsce

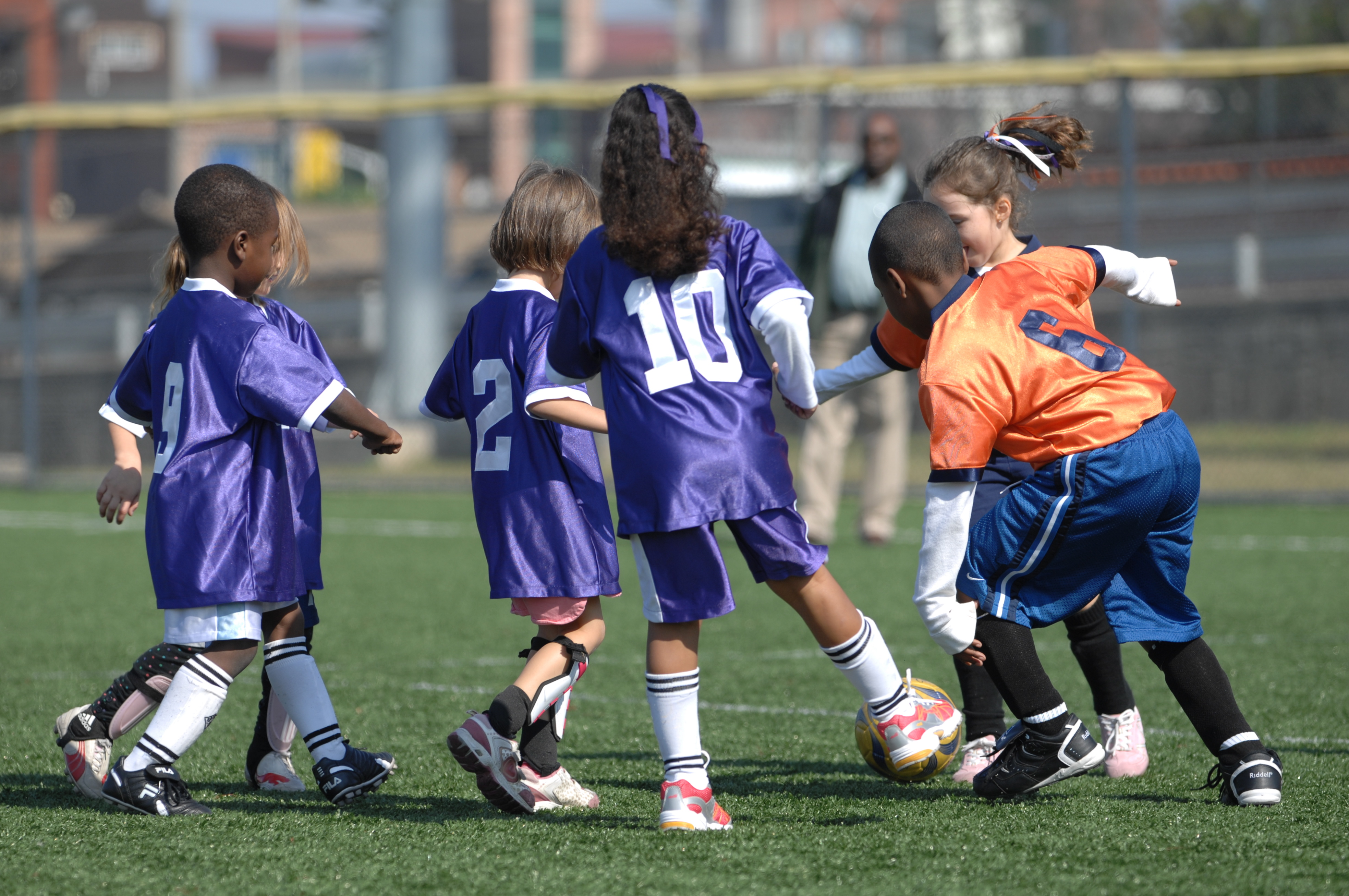
Dzieci grające w piłkę nożną. Sport i aktywność fizyczna są jednym z najpopularniejszych rodzajów hobby w Polsce.

45% Polaków przyznaje, że znajduje czas na realizacje swoich hobby. Najpopularniejszym jest sport i aktywność fizyczna. Dość często pojawia się także czytanie książek, robótki ręczne oraz modelowanie. Badanie wykonane przez instytut badawczy IQS w 2015 wykazuje, że więcej mężczyzn, niż kobiet (ponad 50%) przyznaje, że ma czas na realizacje swoich pasji.
Hobby młodych ludzi w Polsce często związane jest z obszarami dotyczącymi technologii, szczególnie komputerów i internetu. Popularne są także sporty walki.

## Rodzaje hobby
Przykładowe rodzaje hobby (dotyczy czynności wykonywanych amatorsko):
- artystyczne:
  - malarstwo,
  - rysowanie,
  - gra na instrumencie,
  - fotografia,
  - taniec,
  - śpiew,
  - robótki ręczne,
- techniczne:
  - krótkofalarstwo,
  - modelarstwo,
  - majsterkowanie,
- rekreacyjne:
  - sport,
  - wędkarstwo,
  - grzybobranie,
  - polowanie,
  - uprawianie działki,
- inne typowe:
  - kolekcjonerstwo,
  - czytanie książek,
  - gry komputerowe,
  - oglądanie filmów,
  - podróże.